# Bahnbetriebswerk Brabrand
Das Bahnbetriebswerk Brabrand ist eine im Bau befindliche Werkstatt der Danske Statsbaner (DSB) für elektrische Triebzüge im Logistikpark in Brabrand, einem  Stadtteil von Aarhus in Dänemark.

## Geschichte
Die DSB haben mit dem Bauunternehmen MT Højgaard Dänemark in Søborg in der Gladsaxe Kommune einen Vertrag über den Bau eines Bahnbetriebswerkes abgeschlossen.
Die zukünftige Werkstatt ist 20.000 m² groß, besitzt acht Gleise und hat eine Kapazität zur Wartung von mehr als 80 Zuggarnituren. Außerdem wird eine Radsatzdrehbank gebaut.
Die von Gottlieb & Paludan Arkitekter und der Rambøll Group entworfene Werkstatt wird zusammen mit dem Bahnbetriebswerk Godsbanegården København in Kopenhagen, die auch MT Højgaard Denmark baut, für die Wartung der zukünftigen Baureihen DSB ES (IC 5 – Zweitbesetzung) genutzt. Kopenhagen und Aarhus werden künftig die beiden Hauptstandorte für die Wartung der ES-Züge sein.
Der Auftrag für den Bau in Aarhus hat einen Wert von 1,32 Mrd. DKK. Die Werkstatt soll 2026 bezugsfertig sein.

## Ausführung
2022 wurden bereits Erdarbeiten durchgeführt und eine neue Brücke über den Gleiskörper errichtet. Diese Arbeiten werden in einer separaten Vereinbarung in Höhe von 70 Mio. DKK abgerechnet.
MT Højgaard Danmark wurde zudem als Auftragnehmer für das DSB-Betriebswerk Godsbanen Kopenhagen sowie das Ausbesserungswerk Næstved in Næstved ausgewählt. Nach Næstved sollen nach Fertigstellung alle bei den DSB verbliebenen Werkstattaktivitäten der Centralværkstedet København verlagert werden, um dort Platz für eine andere Bebauung zu schaffen.
Am 21. August 2024 wurde das Richtfest im Logistikpark in Årslev gefeiert. Der Bau der Werkstatt kostete bisher 1,3 Milliarden Kronen. Das Gebäude ist lang genug, um die neuen 109 Meter langen IC 5-Züge zu warten, von denen 80 der 150 geplanten Züge in Aarhus beheimatet werden.